# Марков, Евгений Владимирович
Евге́ний Влади́мирович Ма́рков (род. 8 ноября 1973, Абатское, Тюменская область, РСФСР, СССР) — российский политический деятель. Депутат Государственной думы Российской Федерации VII созыва 4 апреля 2019 года- 15 мая 2025 член комитета Государственной думы по экологии и охране окружающей среды, член фракции ЛДПР. Заместитель министра природных ресурсов с 2025 года
Из-за поддержки российско-украинской войны — под санкциями 27 стран ЕС, Великобритании, США, Канады, Швейцарии, Австралии, Японии, Украины, Новой Зеландии.

## Биография
Родился 8 ноября 1973 года в поселке городского типа Абатский Абатского района Тюменской области. В 1996 году получил высшее образование по специальности «Бухгалтерский учёт и аудит» в Тюменском государственном университете, после чего прошёл обучение в Академии народного хозяйства при Правительстве РФ. В 2004 году прошёл переподготовку по программе «Государственное и муниципальное управление» в Уральской академии госслужбы.
С 1994 по 1998 год работал на руководящих должностях в коммерческих банках. С 1999 по 2000 год работал в администрации Ханты-Мансийского автономного округа в должности заместителя председателя комитета по экономической политике. С 2000 по 2002 годы в департаменте экономической политики ХМАО в должности заместителя директора департамента, до 2004 года работал в департаменте инвестиций, науки и технологии Ханты-Мансийского автономного округа в должности директора. С 2005 по 2007 год работал на руководящих должностях коммерческих структур, занимающихся экспортом лесоматериалов. В период с 2008 по 2009 и с 2014 по 2015 год работал в обществе с ограниченной ответственностью «Управляющая компания „Партиком“» в должности директора по стратегическому развитию.
В 2007—2008 гг. — депутат Думы Советского района ХМАО. Одновременно являлся первым заместителем главы района. С 2008 года является председателем «Ассоциации лесозаготовителей и деревообработчиков Тюменской области».
В 2009 году вступил в ЛДПР. С 2011 года — депутат Думы Ханты-Мансийского АО — Югры V и VI созывов, избирался по партийным спискам ЛДПР. Являлся руководителем фракции ЛДПР в региональной Думе, заместителем председателя комитета Думы Ханты-Мансийского автономного округа по бюджету, финансам и налоговой политике. Исполнял депутатские полномочия без отрыва от основного места работы на непостоянной основе.
В 2014 году в арбитражный суд ХМАО поступил иск Ханты-Мансийского банка (ХМБ) к лидеру фракции ЛДПР в думе ХМАО Евгению Маркову на сумму более 1,6 млрд рублей, включая сумму долга, пени и штрафа. Об этом сообщает интернет-газета Znak.com. По ее данным, господин Марков брал кредит в ХМБ на развитие бизнеса. В числе ответчиков по иску значатся ООО «Карсикко Трейд», ООО «Лесные ресурсы», ООО «Капитал Инвест» Лобелл ЛТД, ООО «МенеджментИнвест», ООО «Объединенные Активы», ЗАО «Строймонтаж» из Югорска, в числе третьих лиц в процессе выступают Сбербанк, ООО «Карсикко Лес» и сам Евгений Марков. 9 января 2014 ХМБ подавал иск к тем же предприятиям и требовал более 101 млн за невозвращенные кредиты, 3 марта  2014 суд отказал кредитной организации в обеспечении иска, после чего ХМБ подал новый иск.
В 2016 году арбитраж Тюменской области по иску корпорации «Открытие» признал окружного парламентария Евгения Маркова финансово несостоятельным из-за долга в размере 37 миллионов рублей, его имущество было продано для погашения долгов.
В сентябре 2016 года баллотировался в Государственную думу России VII созыва по спискам ЛДПР, одновременно выдвигался в депутаты Госдумы по одномандатному округу. По итогам выборов в одномандатном округе занял пятое место, в результате распределения мандатов по спискам не прошёл в Госдуму.
27 марта 2019 года постановлением ЦИК РФ Маркову был передан вакантный мандат Владимира Сысоева, досрочно сложившего депутатские полномочия в связи назначением на должность заместителя губернатора Тюменской области. В Государственной Думе VII созыва является членом комитета Госдумы по экологии и охране окружающей среды.
Из-за поддержки российской агрессии и нарушения территориальной целостности Украины во время российско-украинской войны находится под персональными международными санкциями разных стран. С 23 февраля 2022 года находится под санкциями всех стран Европейского союза. С 11 марта 2022 года находится под санкциями Великобритании. С 24 марта 2022 года находится в санкционном списке Соединенных Штатов Америки за «соучастие в войне Путина» и «поддержку усилий Кремля по вторжению в Украину»,. С 24 февраля 2022 года находится в санкционном списке Канады «близких соратников режима». С 25 февраля 2022 года находится под санкциями Швейцарии. С 26 февраля 2022 года находится под санкциями Австралии. С 12 апреля 2022 года находится под санкциями Японии. Указом президента Украины Владимира Зеленского от 7 сентября 2022 находится под санкциями Украины. С 3 мая 2022 года находится под санкциями Новой Зеландии.

## Личная жизнь
Женат, имеет четырёх сыновей.